# Кармен Конде
Кармен Конде (Картахена, 15. август 1907- Мадрид, 8. јануар 1996) била је шпанска песникиња, списатељица и професорка. Године 1978. постала је чланица Шпанске краљевске академије, а уједно прва жена којој је то пошло за руком.

## Биографија
Кармен Конде је рођена 15. августа 1907. године у Картахени. Детињство је провела између Картахене и Мелиље. Године 1923. почиње да ради као асистенткиња у одељењу за израду нацрта у бродоградилишту Sociedad Española de Construcción Naval Bazán, а годину дана касније постаје и дописница за локални новински лист.
Године 1926. уписала је студије за наставницу на факултету Escuela Normal de Maestras de Murcia у Мурсији.  Кармен је 1927. године упознала песника Антонија Оливера Белмаса, а за кога се удаје 1931. године. Кармен и Антио су исте године били међу оснивачима Универзитет у Картахени (Popular University of Cartagena). 
Кондеова је 1927. године објавила своју прву збирку песама „Узде”. Теме ове збирке у великој мери осликавају атмосферу Медитерана.  Године 1934. објављује свој другу књигу „И радуј се” у којој пише о егзистенцијалним темама.
Кондеова је 1937. године започела романтичну везу са списатељицом Амандом Хонкера Батлер, коју је упознала 1936 године. Имајући у виду законске регулативе и социјалне ставове у Шпаније у то време, Кармен и Аманда су криле свој везу од јавности и нису се разводиле. Аманда је била Карменина инспирација за бројна дела попут дела „Жудња за милошћу”, које је објављено 1945. године и дела „Жена без Раја ” које је објављено 1947. године. Кармен  је 1986. године објавила своју аутобиографију у три тома под називом Por el camino, viendo sus orillas у оквиру које је писала о својој романтичној вези са Амандом.
У раним 1980-им, код Кармен почињу да се показују почетни симптоми Алцхајмерове болести, али је то није спречило да заврши своју последњу збирку песама „Лепи дани у Кини” која је објављена 1987. године. Кармен Конде је умрла 8. јануара 1996. године у Махадаонди.